# M hameçon rétroflexe
Le m hameçon rétroflexe est une lettre additionnelle et un symbole phonétique utilisé dans la transcription phonétique de l’Atlas linguistique et ethnographique de l’Italie et de la Suisse méridionale. Il est composé d’un m avec un hameçon rétroflexe. 

## Utilisation
Wm G. Bennett utilise le m hameçon rétroflexe pour représenter une consonne nasale bilabiale voisée rétroflexe dans un exemple d’assimilation rétroflexe en kinyarwanda : /-ásamuʐ-e/ → [-〈áʂam̢uʐe〉].
Dans la transcription de l’Atlas linguistique et ethnographique de l’Italie et de la Suisse méridionale (AIS), le m hameçon est utilisé pour représenter une nasale vélaire, par exemple dans mum̢ frā́r kunzəpré̤ɳ

## Représentation informatique
Le m hameçon n’a pas été codé dans un codage standard mais peut être représenté approximativement avec m̢ (U+006D, U+0322).

## Sources
- (en) Wm G. Bennett, The phonology of consonants : Harmony, dissimilation and correspondence, Cambridge University Press, 2015 (ISBN 9781139683586, DOI 10.1017/CBO9781139683586)
- (it + en) Graziano Tisato, « Simboli AIS – AIS Symbols », sur NavigAIS, 2022